# Arroyo del Zapote, Oaxaca
Arroyo del Zapote är en ort i Mexiko.   Den ligger i kommunen Santa María Colotepec och delstaten Oaxaca, i den sydöstra delen av landet, 500 km sydost om huvudstaden Mexico City. Arroyo del Zapote ligger 48 meter över havet och antalet invånare är 147.
Terrängen runt Arroyo del Zapote är kuperad åt nordost, men åt sydväst är den platt. Runt Arroyo del Zapote är det ganska glesbefolkat, med 43 invånare per kvadratkilometer. Närmaste större samhälle är Puerto Escondido, 8,3 km väster om Arroyo del Zapote. Omgivningarna runt Arroyo del Zapote är en mosaik av jordbruksmark och naturlig växtlighet.